# قرار مجلس الأمن التابع للأمم المتحدة رقم 105
قرار مجلس الأمن التابع للأمم المتحدة رقم 105، الذي تم تبنيه في 28 يوليو 1954، بعد أن أشار مع الأسف وفاة القاضي السير بينيجال نارسينج راو، قاضي محكمة العدل الدولية، قرر المجلس أن الانتخابات لملء المفعد الشاغر ستتم خلال الدورة التاسعة للجمعية العامة، وأن ذلك الانتخاب سيجري بعد الانتخابات العادية التي ستعقد في نفس الدورة لملء الشواغر الخمسة التي ستنتهي 5 فبراير 1955.
وقد اعتمد القرار بدون تصويت.